# Lusehøj

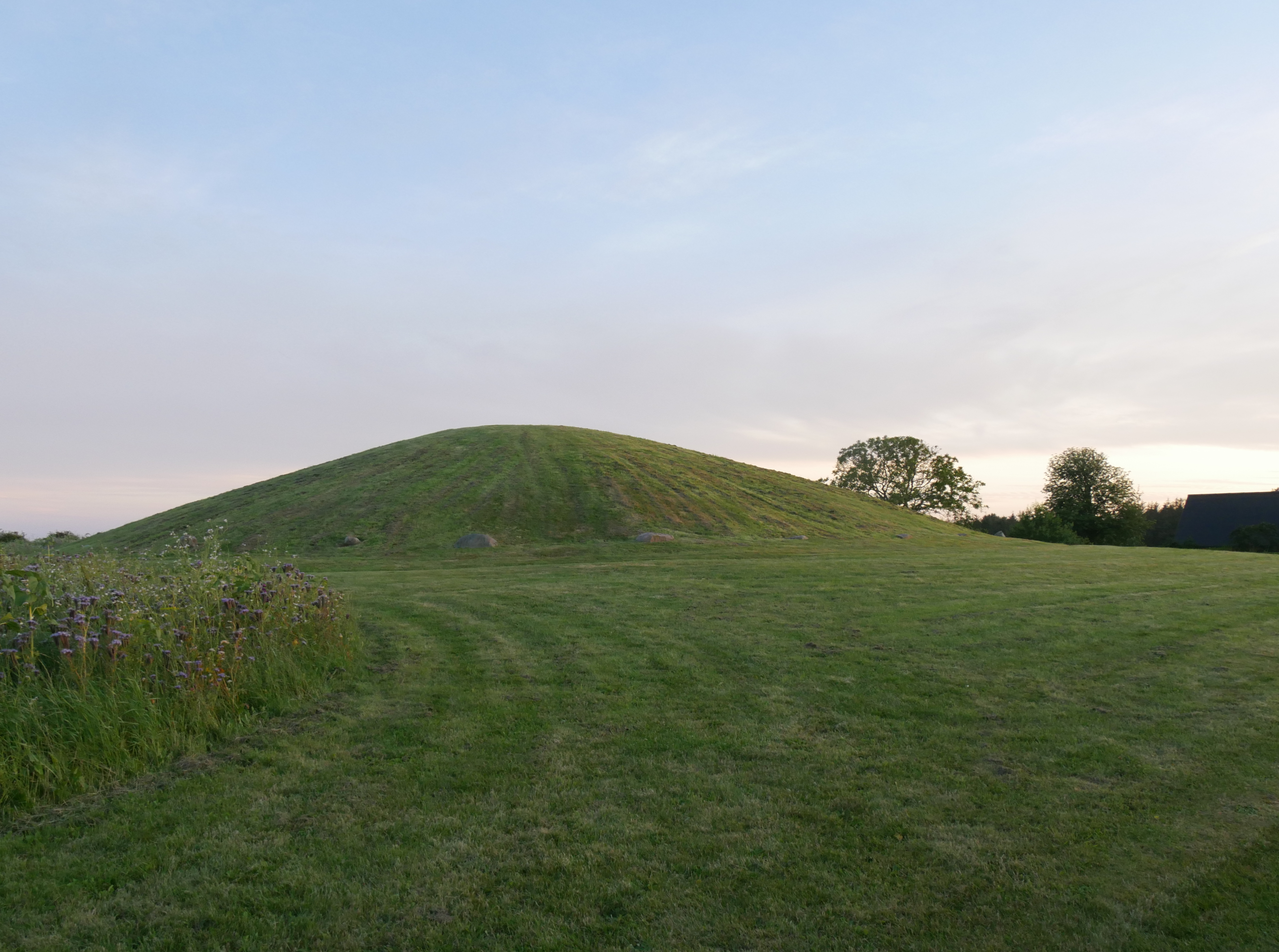
Lusehøj

Lusehøj är den största kända gravhögen från yngre bronsåldern, ursprungligen 8 meter hög och 40 meter i diameter.  Gravhögen ligger på sydvästra Fyn  i Assens kommun, Graven rymde två av de rikaste gravarna, som man har hittat från yngre bronsåldern.

## Restaurering och undersökningar
Lusehøj har 1975 återuppbyggts till ungefär samma dimensioner som då den anlades. Graven grävdes första gången 1861. I gravens botten hittades stenkistan med en rik grav från yngre bronsålder. Graven rymde en hamrad bronsspann, en sällsynt arbete av centraleuropeiskt ursprung användes som gravurna. Man hittadeockså två dryckesskålar. I urnan fanns den dödes ben insvepta i tyg tillsammans med föremål av guld, brons, bergkristall och bärnsten. Fyns stiftmuseum gjorde en ny undersökning på 1970-talet av de sorgliga resterna av graven som fanns kvar då. Man hittade då en brandgrop med rester av en mansutrustning och bronsbeslag som möjligen suttet på en vagn. Det var ännu en rik grav från yngre bronsålder med gravgåvor i brons och guld, som dock hade förstörts i gravbålet. Utgrävningen ökade kunskapen om hur graven hade kommit till. På platsen hade legat 4 mindre högar också från yngre bronsåldern. Dessa begravdes under bygget av storhögen.

## Omgivning
Lusehøj ingår i en grupp höggravar, där också några av de andra högarna utmärker sig genom sin storlek. I området runt Lusehøj har man funnit flera guldringar och gravar än i något annat område i södra Skandinavien. Från samma tid som Lusehøj finns liknande stormansgravar i Nordtyskland. De har tolkats som begravningar över stamhövdingar som hade nått en maktposition utöver det vanliga i yngre bronsålder. 

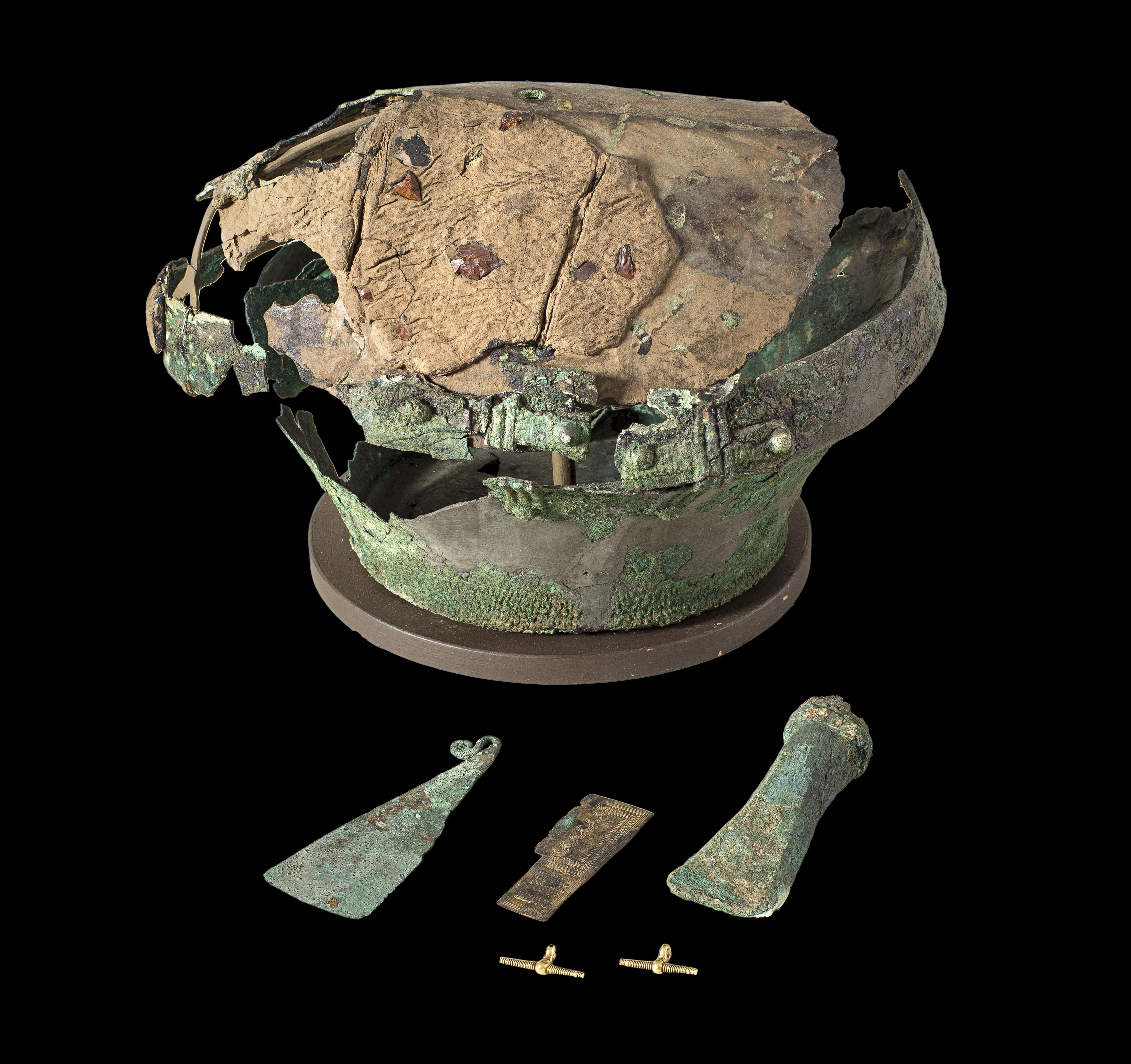
Bronsurna från Lusehøj

## Textilfynd
Vävda textilier av växtfibrer har länge satts i samband med lantbrukets lin- och hampaodling. Undersökningen av textilen från Lusehöj talar för andra möjligheter.  Textilen var gjord av nässelfibrer sannolikt från regionen Kärnten-Steiermark  i Österrike, liksom urnan. Textil under bronsåldern tillverkades inte bara av odlade växter  utan baserades också på vilda växter. Textilproduktion i det förhistoriska Europa kan ha baserats på andra råmaterial än de som vi hittills har trott vara råvarorna.